# Богдан Белски
Богдан Јаковљевич Белски (руски: Богдан Яковлевич Бельский) (умро 1611) је био руски политичар и блиски пријатељ Ивана IV Грозног. Његово име се први пут помиње 1571. године, када се наводи као царев телохранитељ током војних кампањи. Ускоро ће постати царев најближи сарадник и чак ће спавати у његовим одајама.
Иван никада није унапредио Белског на било коју битну позицију, нити је променио његов званични статус, чак и након што је Белски приморао једну од најважнијих утврђења, Валмијера, да се преда 1577. године током Ливонског рата. За ово је награђен са португалским златним новчићем и златним ланцом. Именован је 1578. за оружничий (чувара царског оружја) и то је био врхунац његове каријере.
Белски је такође био задужен за пророке који су доведени из целе Русије када се појавила комета. Рекли су да комета значи да ће Иван умрети ускоро. Иван је умро у Богдановим рукама од можданог удара док су играли шах.

## Белски за време владавине Бориса Годунова
Након Иванове смрти, појавило се неколико бољарсих партија. Белски је био на страни Нагојса. Борис Годунов је био једини бољар који му је понудио заштиту. Након протеривања Дмитрија Ивановича и Нагојса у Углич, бољари су се удружили против Богдана заједно са грађанима Москве. Био је окривљен за смрт Ивана и оптужени да жели да убије Фјодора I Звонара. Умирили су се када су чули да је Богда уклоњен и послат у Нижњи Новгород (1584). Међутим, нису знали да је он тамо постао војвода.
Белски је 1591. године био међу онима који су се борили са Кримским канатом. Током 1592. је учествовао у Финској кампањи и 1593. је био међу онима који су послати да преговарају са Кримским канатом. Након Фјодорове смрти 1598. се вратио у Москву и поднео кандидатуру за престо. Није постао цар и започео је кампању у корист Симеона Бекбулатовича, што ће га скупо коштати. Цар Борис Годунов га је избацио из Москве и послао да подигне нови град на обали Северског Доњеца (1599-1600).

## Белски током смутног времена
Вратио се у Москву након смрти Годунова 1605. Лажни Димитрије му је доделио чин бољара. Када је Василиј IV дошао на власт, послао га је у Казањ као војводу. Није познато да ли се заклео на верност Владиславу IV Васи, али његово име није на листи оних који су тражили милост од пољског краља Сигисмунда III и његовог сина. Када су грађани Казања одлучили да подрже Лажног Димитрија II, Белски је покушао да их одврати од тога. Због овога га је убила руља 1611. године.